# Az Adam-projekt
Az Adam-projekt (eredeti cím: The Adam Project) 2022-ben bemutatott amerikai sci-fi, akció- és családi filmvígjáték, amelyet Shawn Levy rendezett Jonathan Tropper, T.S. Nowlin, Jennifer Flackett és Mark Levin forgatókönyvéből. A főszerepben Ryan Reynolds, Mark Ruffalo, Jennifer Garner, Walker Scobell, Catherine Keener és Zoë Saldana látható.
A film forgatása először 2012-ben kezdődött, és Tom Cruise-nak szánták a főszerepet. Ezt követően a film a gyártási folyamata megállt, amíg a Netflix meg nem szerezte a forgalmazási jogokat. A forgatás 2020 novemberében kezdődött és 2021 márciusában fejeződött be.
A film 2022. március 10-én jelent meg a Netflixen, és általánosságban vegyes értékeléseket kapott a kritikusoktól.

## Rövid történet
Egy időutazó pilóta összeáll gyerekkori énjével és feltaláló apjával, hogy megállítsák azokat, akik őt és feleségét meg akarják ölni.

## Cselekmény
Egy disztópikus 2050-ben Adam Reed vadászpilóta menekülés közben egy féreglyukon át 2018-ba szökik. A gép sérülései miatt azonban 2022-ben landol, ahol Adam találkozik 12 éves önmagával, aki apjuk, Louis autóbalesetben bekövetkezett halálával küzd. Adam vonakodva kéri fiatalabb énje segítségét, hogy megjavítsa a gépét, és elárulja, hogy a feleségét, Laurát keresi, aki állítólag egy balesetben halt meg, miközben egy 2018-as küldetésen volt.
Adamot Maya Sorian, a disztópikus világ vezetője és hadnagya, Christos üldözi, akik megpróbálják elfogni Adamot, és visszavinni 2050-be.
Adamékat Laura menti meg, aki elárulja, hogy megmenekült egy ellene elkövetett merénylet elől, és a múltban rekedt. Laura megtudta, hogy Sorian visszautazott az időben, és megváltoztatta a múltat, hogy átvegye az időutazás és a jövő feletti irányítást. Laura arra ösztönzi Adamet, hogy utazzon vissza 2018-ba és semmisítse meg az időutazást lehetővé tevő gépet, amelyet az apja, Louis elméleti kutatásai alapján hoztak létre. Sorian megtámadja, Laura pedig feláldozza magát, hogy a két Adam megmenekülhessen. Sorian üldözőbe veszi őket, és mivel már csak egy időugráshoz maradt elég energiájuk, Adam és fiatalabbik énje visszaugranak 2018-ba.
2018-ban a két Adam megpróbálja apjuk, Louis segítségét kérni, de ő visszautasítja, mert aggódik az időfolyamra gyakorolt hatás miatt. A fiatalabb Adam szembesíti jövőbeli énjét a keserűségével és haragjával, és rájön, hogy ennek forrása az apjuk halála miatt érzett, még mindig tartó fájdalma. Miközben ők ketten támadást indítanak a részecskegyorsító elpusztítására, Louis meggondolja magát, és csatlakozik a küldetéshez, hogy pusztítás helyett inkább szerezzék meg a merevlemezt, amely az időutazást lehetővé tevő algoritmus egyetlen másolatát tartalmazza. Csata tör ki Adams, Louis, Sorian, a fiatalabbik énje, Sorian katonái és Christos között, aminek következtében a részecskegyorsító túlterhelődik. Sorian megpróbálja páncéltörő golyóval lelőni Louis-t, de a gyorsító mágneses mezeje ehelyett eltéríti a lövedéket, aminek következtében az megöli a fiatalabb Sorian-t, és a jövőbeli Sorian-t kitörli a létezésből, miközben a Adamék elmenekülnek.
Miután az időutazás megsemmisült, és a jövő helyreállt, Louis úgy dönt, hogy nem akar tudni a saját sorsáról, és élvez egy baseball-labda dobálást a fia mindkét változatával, mielőtt Adamék hirtelen visszatérnek a saját korukba.
2022-ben a fiatal Adam elengedi keserűségét és haragját, és kibékül édesanyjával, akivel Louis halála óta távolságtartó volt.
Évekkel később a felnőtt és sokkal boldogabb Adam először találkozik Laurával egy olyan helyzetben, amely tükrözi az eredeti idősíkban történt első találkozásukat, amikor Laura eltévedt az egyetem épületei között, tévedésből másik előadásra ült be, és Adam felajánlotta, hogy megmutatja neki az utat.

## Szereplők
| Szerep                       | Színész          | Magyar hang         |
| ---------------------------- | ---------------- | ------------------- |
| Adam Reed                    | Ryan Reynolds    | Nagy Ervin          |
| Adam Reed fiatalon           | Walker Scobell   | Kovács András Bátor |
| Louis Reed, Adam apja        | Mark Ruffalo     | Rajkai Zoltán       |
| Ellie Reed, Adam anyja       | Jennifer Garner  | Kisfalvi Krisztina  |
| Maya Sorian                  | Catherine Keener | Tóth Enikő          |
| Laura, Adam későbbi felesége | Zoë Saldana      | Pikali Gerda        |
| Christos                     | Alex Mallari Jr. | Pataki Ferenc       |

## A film készítése

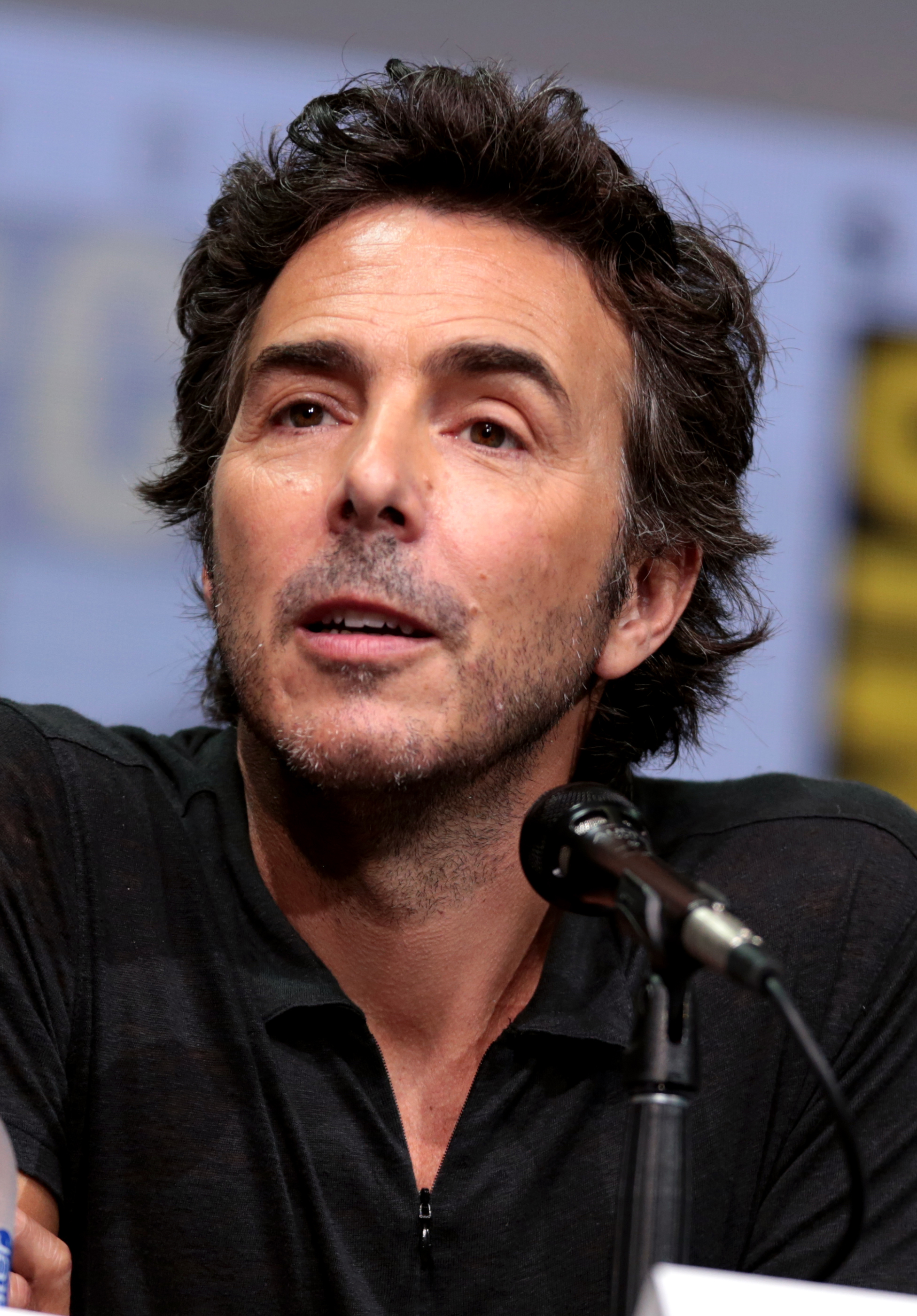
Shawn Levy rendező és producer

A T.S. Nowlin által írt forgatókönyvet eredetileg 2012 októberében jelentették be Our Name Is Adam címen. A Paramount Pictures érdeklődött a film megvásárlása iránt, és Tom Cruise-nak szánták a főszerepet.
A film 2020 júliusában kapott új életre, amikor a Netflixre átkerült, a rendezői széket Shawn Levy, a főszerepet pedig Ryan Reynolds kapta, miután korábban a Free Guy (2021) című filmben is együtt dolgoztak. A forgatókönyv legújabb változatát Jonathan Tropper írta Nowlin, Jennifer Flackett és Mark Levin korábbi tervezetéből. Novemberben Jennifer Garner, Zoë Saldana, Mark Ruffalo, Catherine Keener, Alex Mallari Jr. és Walker Scobell csatlakozott a stábhoz.
A forgatás 2020 novemberében kezdődött a kanadai Vancouverben (Brit Columbia). A forgatás hivatalosan 2021 márciusában fejeződött be.
A filmzenét Rob Simonsen szerezte. A filmből a „The Adam Project” című szám 2022. március 3-án jelent meg.

## Fogadtatás
A Rotten Tomatoes weboldalon 136 kritika alapján 70%-os minősítést ért el, 6,3/10-es átlagértékeléssel. A honlap véleménye szerint: „Ryan Reynoldsot már láttad ilyesmit csinálni, de Az Adam-projekt finoman szórakoztató - és időnként megható - sci-fi akciót kínál”. A Metacritic-en, 47 kritikus 100-ból 54 pontot adott a filmnek, ami „vegyes vagy átlagos értékelést” jelent.